# Мазаново (Западно-Казахстанская область)
Мазаново (каз. Мазаново) — исчезнувшее село в Бурлинском районе Западно-Казахстанской области Казахстана. Входило в состав Березовского сельского округа. Упразднено в 1990-е годы.

## Население
В 1989 году население села составляло 13 человек. Национальный состав: казахи.